# Масвајлер
Масвајлер (њем. Maßweiler) општина је у њемачкој савезној држави Рајна-Палатинат. Једно је од 84 општинска средишта округа Југозападни Палатинат. Посједује регионалну шифру (AGS) 7340217.

## Географски и демографски подаци
Масвајлер се налази у савезној држави Рајна-Палатинат у округу Југозападни Палатинат. Општина се налази на надморској висини од 245 метара. Површина општине износи 10,9 км². Просјечна густина становништва износи 102 становника/км².